# Chiesa di Nostra Signora della Consolazione (Celle Ligure)
La chiesa di Nostra Signora della Consolazione - già di Santa Maria della Grotta - è un luogo di culto cattolico situato nel comune di Celle Ligure, tra via IV Novembre e il lungomare Cristoforo Colombo, in provincia di Savona. Viene detta anche "Il Convento", perché retta dai frati dell'Ordine di Sant'Agostino.

## Storia e descrizione

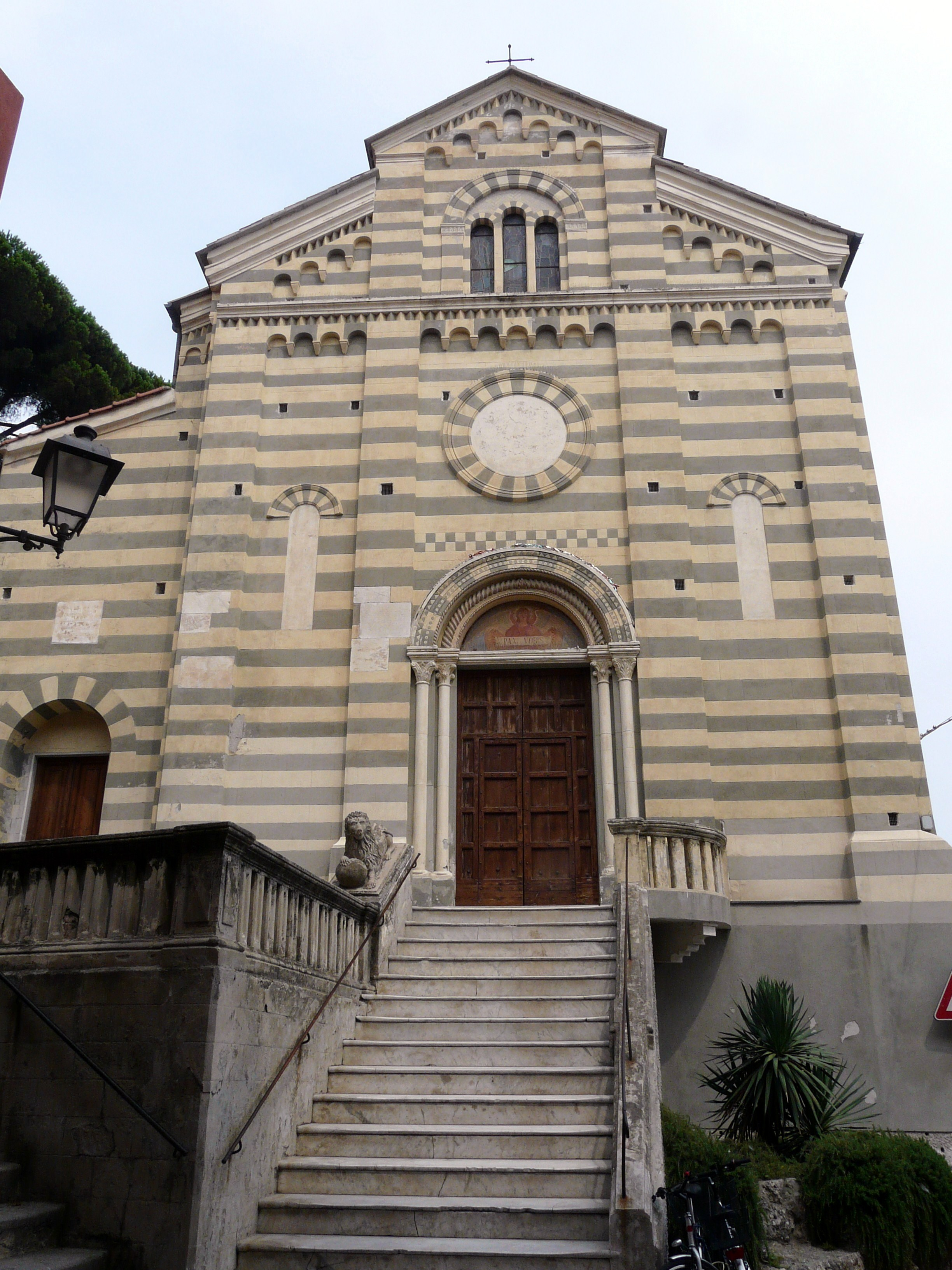
Particolare della facciata

L'attuale struttura è il frutto della trasformazione, avvenuta nel XVII secolo, dell'antico insediamento conventuale della chiesa di Santa Maria della Grotta. L'edificio fu privato delle due campate per la costruzione della strada carrabile nel 1816. Divisa in tre navate, è caratterizzata esternamente da una tipica decorazione a strisce orizzontali bicolore bianche e grigio-turchine, con facciata del XIX secolo pseudo romanica.

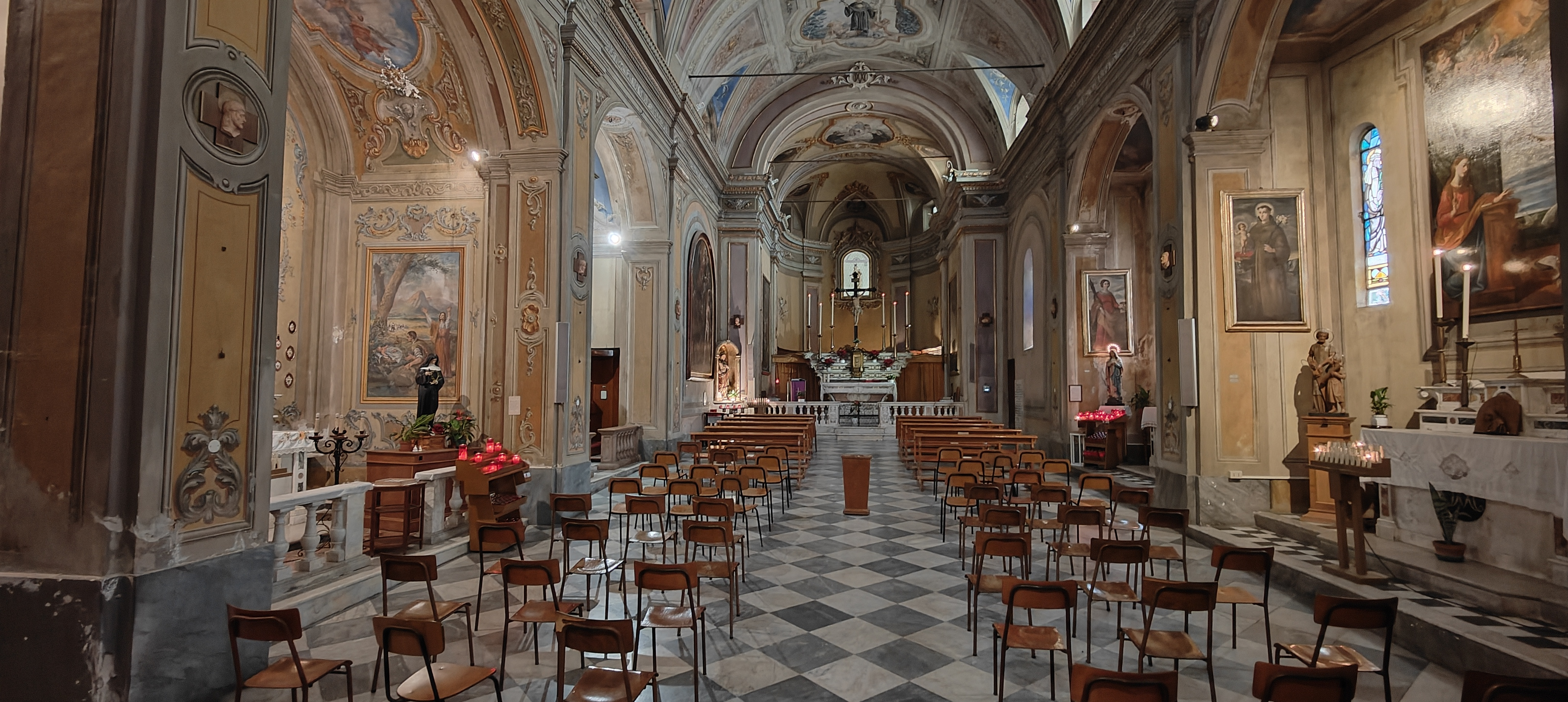
L'interno della chiesa

Al suo interno sono custoditi diverse opere pittoriche quali l'Annunciazione, attribuita al pittore Domenico Fiasella e copia dell'antica opera di Perin del Vaga; la pala d'altare centinata del XVII secolo raffigurante San Sebastiano; la tela seicentesca della Madonna della Cintura con i santi Monica, Agostino e Nicola da Tolentino nel presbiterio; statua in legno policromo della Madonna della Cintura risalente alla metà del XVIII secolo.